# Penisola di Hayes

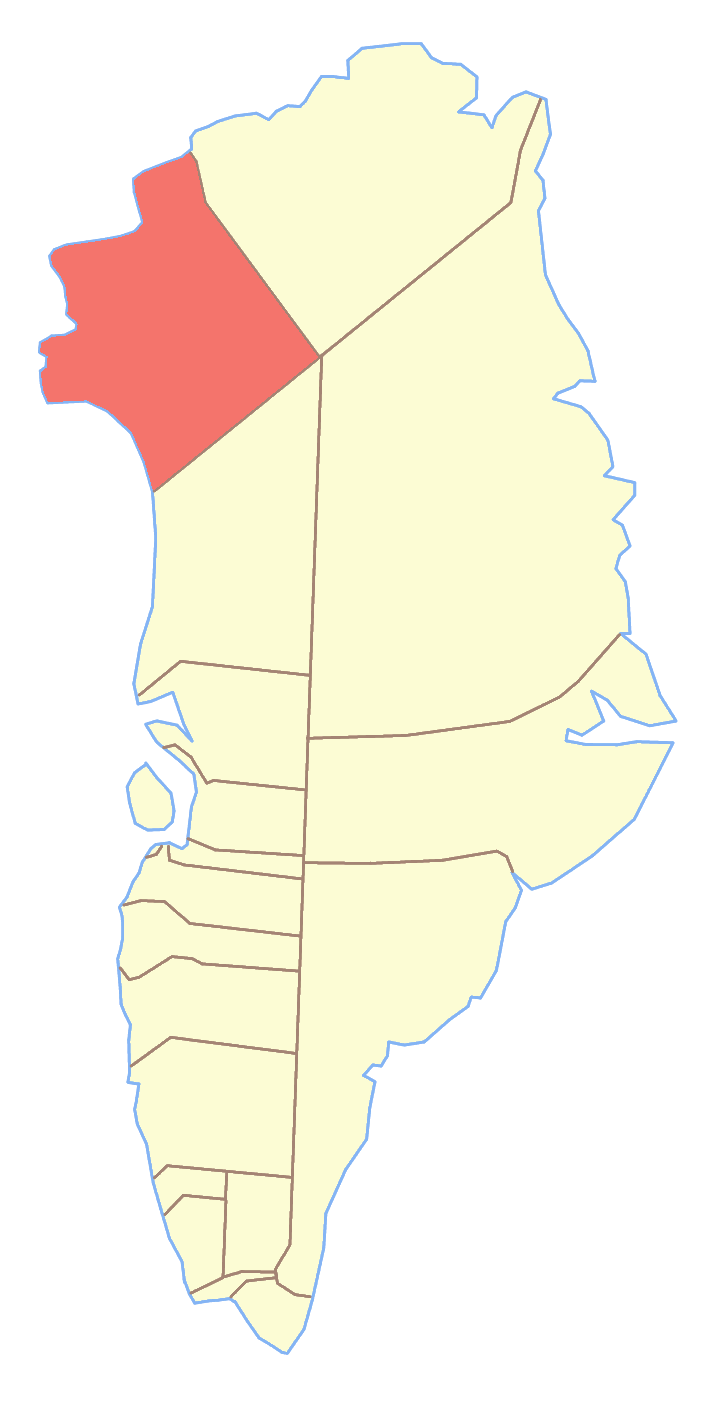
Ex comune di Qaanaaq, dove si trova la Penisola di Hayes

La penisola di Hayes (o Hayes Halvø) è una penisola della Groenlandia.
Confina a nord con la Terra di Inglefield e a nord-est con la Terra Knud Rasmussen; si affaccia a ovest sullo Stretto di Nares e sui fiordi di Inglefield e di Wolstenholme e a sud sulla Baia di Baffin e la Baia di Melville. Presenta tre capi: Capo Alexander e Capo Parry a est e Capo York a sud; un'altura rilevante, il Monte Haffner, si trova presso le coste della Baia di Melville.
Politicamente appartiene al comune di Avannaata; città nella penisola sono: Qaanaaq, Etah, Siorapaluk, Savissivik e la Base Aerea Thule, fuori da qualsiasi comune.